# 조지 어니스트
조지 어니스트(George Ernest, 1921년 11월 20일 ~ 2009년 6월 25일)는 미국의 배우이다.
1921년 매사추세츠주 피츠필드에서 노르웨이인 어머니와 덴마크인 아버지 사이에서 태어났으며, 1930년과 1942년 사이에 60편이 넘는 영화에 출연하였다. 또한 제2차 세계 대전 당시에는 전략사무국에서 전쟁 사진을 촬영하는 사진가로 활약했으며, 2009년 캘리포니아주 휘티어에서 사망하였다.

## 영화
- 리멤버 더 데이 (1941년)
- 스윗하츠 (1938년)
- 트레일 오브 더 론섬 파인 (1936년)
- 평원의 사나이 (1936년)
- 더 치프 (1933년)